# Halticoptera hippeus
Halticoptera hippeus är en stekelart som först beskrevs av Walker 1839.  Halticoptera hippeus ingår i släktet Halticoptera och familjen puppglanssteklar. Arten är reproducerande i Sverige. Inga underarter finns listade i Catalogue of Life.